# 23 Hydrae
23 Hydrae är en orange jätte i Vattenormens stjärnbild.
23 Hydrae har visuell magnitud +5,23 och är synlig för blotta ögat vid normal seeing. Den befinner sig på ett avstånd av ungefär 245 ljusår.